# 雷德福克鎮區 (阿肯色州迪沙縣)
雷德福克鎮區（英語：Red Fork Township）是位於美國阿肯色州迪沙縣的一個行政鎮區。

## 地方資料
雷德福克鎮區的面積為378.32平方千米，當中陸地面積為361.91平方千米，而水域面積為16.41平方千米。根據2010年美國人口普查的數據，當地共有人口793人，而人口密度為每平方千米2.1人。